# Districtul Cegléd
Cegléd (în maghiară Ceglédi járás) este un district în județul Pest, Ungaria.
Districtul are o suprafață de 886,3 km2 și o populație de 89.261 locuitori (2013).